# دهنه (بیرجند)
دهنه آبادی کوچکی است در دهستان فشارود از توابع بخش مرکزی شهرستان بیرجند، واقع در استان خراسان جنوبی که بر پایه سرشماری عمومی نفوس و مسکن در سال ۱۳۹۵ جمعیت این آبادی ۱۳ نفر (در ۴ خانوار) بوده‌است.